# Stefan Szczurowski
Stefan Szczurowski (født 17. april 1982 i Perth) er en australsk tidligere roer.
Szczurowski deltog ved OL 2004 i Athen som del af den australske otter, der desuden bestod af Stuart Reside, Stuart Welch, James Stewart, Geoff Stewart, Bo Hanson, Mike McKay, Stephen Stewart og styrmand Michael Toon. Australierne vandt deres indledende heat i olympisk rekordtid, en tid der dog kort efter blev slået af amerikanerne. I finalen vandt australierne bronze efter USA, der vandt guld, og Holland, der tog sølvmedaljerne.

## OL-medaljer
- 2004:  Bronze i otter